# Berdiabiakowicze

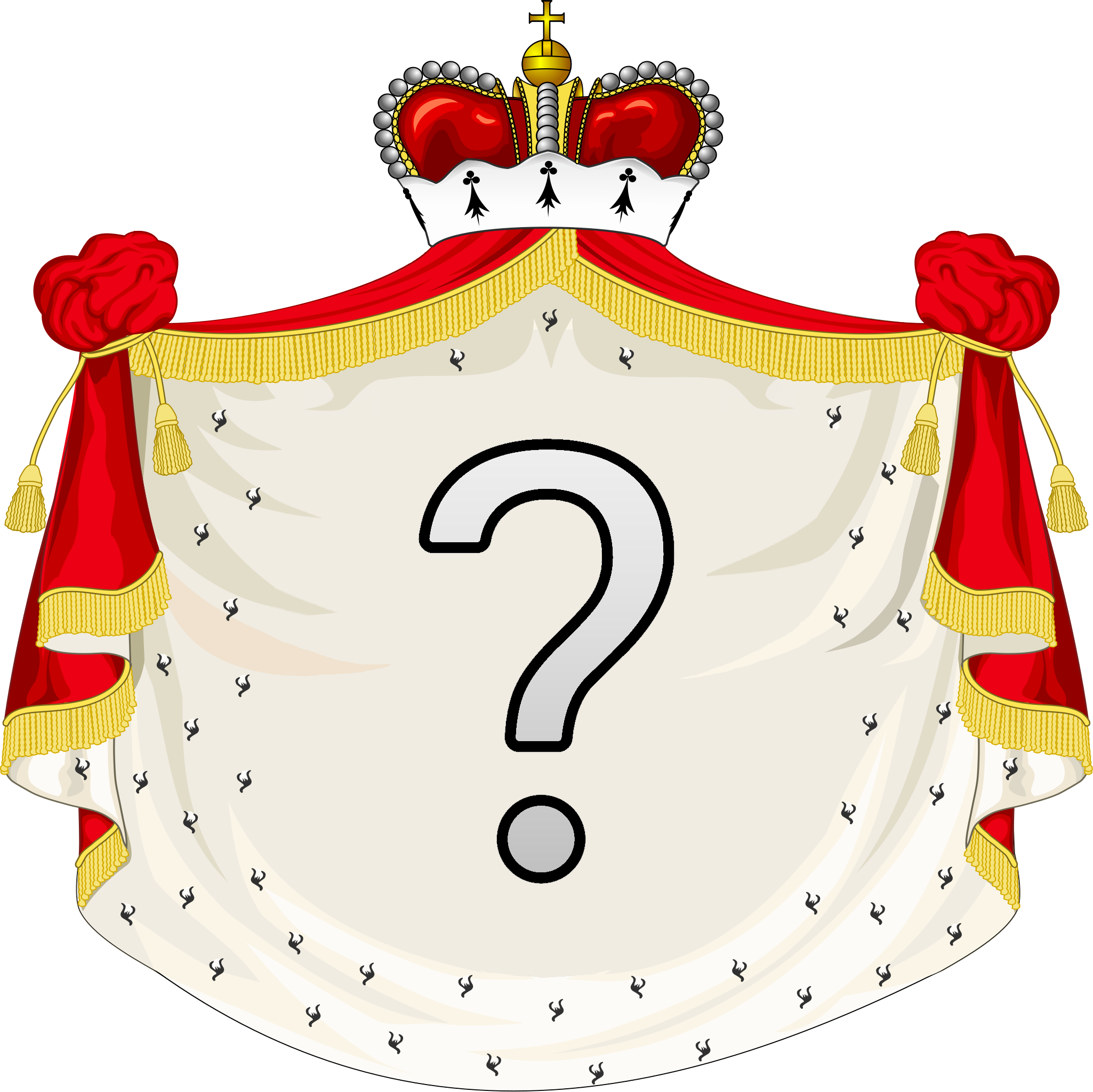
Herb Bediabiakowiczów nie jest znany

Berdiabiakowicze (tt. Бердибековичи), zwani również jako Biardiabiakowicze – polski ród książęcy, pochodzenia tatarskiego.

## Historia
Polski historyk, Józef Wolff, wywodzi Berdiabiakowiczów od Tatarów. Sama legenda genealogiczna rodu wyprowadzała ich od syna Złotej Ordy, Chana o imieniu Berdi Beg, który po śmierci ojca przeszedł pod służbę litewską .
Od tatarskiego słowa Berdibek (tt. Бердибек)  nadali nazwę wsi Berdibiaki (na południe od Smoleńska). 
O członkach tego rodu nie zachowało się zbyt wiele informacji do czasów obecnych. Po raz pierwszy wspomina o nich metryka litewska (191 A f. 424), skąd dowiadujemy się o istnieniu Iwana Berdiabiakowicza z tytułem kniazia (księcia). Żył on w dawnym województwie smoleńskim, pozostawił po sobie trzech synów; Miszka (Mitka), Semena i Pawła, wymienionych w sporządzonym za czasów króla Aleksandra Jagiellończyka, spisie kniaziów i bojarów smoleńskich. 
Z tego rodu znany jest również Seńko Berdiabiakowicz, który pojawia się w dokumentach historycznych z 1482 roku wraz z informacją otrzymania 12 kop z karczem Mereckich i 8 kop z myta smoleńskiego. W 1495 r. natomiast, sądził się z bojarami smoleńskimi i Terechowiczami o wsie Rukowskie i Chodorykowskie. 
Kniaź Paweł Berdiabiakowicz otrzymał 6 kop ze skarbu państwa i konia w 1486 roku.